# Hugo Oertel
Hugo Oertel (* 3. Mai 1858 in Teplitz, Böhmen; † im 20. Jahrhundert) war ein österreichischer Varieté- und Zirkus-Unternehmer in Deutschland.

## Leben
Der Sohn eines Baumeisters in Teplitz besuchte zunächst das Leipziger Conservatorium. Als Soldat wurde ihm für die Rettung von drei Kindern aus Lebensgefahr die Rettungsmedaille am Bande verliehen. Nach Beendigung seiner Militärzeit arbeitete er mehrere Jahre als Zitherspieler bei einem Tiroler Zirkusunternehmen und war Impresario einer Zigeunerkapelle. Später war er Obersteward auf einem Lloyd-Dampfer.
In späteren Jahren zog er als Schausteller mit einer Gruppe von Schwarzen, der damals beliebten Völkerschau, durch ganz Europa und kam schließlich im Jahr 1886 nach München. Dort machte er sich zuerst mit einer Zigarren-Agentur und -Kommissionsgesellschaft selbständig. Im nächsten Jahr (1887) kaufte er das Haus Herzog-Wilhelm-Straße 33 mit der Singspielhalle Monachia, deren Leitung er zugleich übernahm. Die Singspielhalle verkaufte er zehn Jahre später im April 1897 für 460.000 Mark und wurde der erste Pächter im neuen Volksgarten mit einer großen Gastwirtschaft mit eigener Metzgerei und einem Gartenrestaurant. Er war gewissermaßen der gastronomische Betreiber des Volksgartens, während Heinrich Theodor Höch der Investor war. Nach Streitigkeiten übergab Oertel am 4. März 1908 seinen Volksgarten-Gastronomiebetrieb an Ehefrau Magdalena Schweighart und Sohn Otto.
Im Jahr 1892 hatte Oertel außerdem seine Blumensäle gegründet. Von 1893 bis 1896 pachtete er zudem von David Niederhofer dessen hölzernes Zirkusgebäude in der Schwanthalerhöhe und veranstaltete darin zwei bis drei Mal pro Jahr für jeweils zwei Monate unter dem Namen Circus Bavaria ein buntes Zirkus- und Varieté-Programm. Dafür engagierte er die besten Artisten, die er immer auf seinen Engagementsreisen in Berlin, Hamburg, Paris und London persönlich verpflichtet hatte, und übernahm Tierdressurnummern von den Brüdern Wilhelm und Carl Hagenbeck aus Hamburg.
Im Jahr 1897 ersteigerte er in einer Zwangsversteigerung das in Konkurs gegangene Deutsche Theater München und führte es nur noch als reines Vergnügungslokal weiter. Mit aufwändigen Faschings- und Silvesterbällen sowie großartigen Varieté-Shows machte er das Theater weit über die Münchner Grenzen bekannt. Doch auch er scheiterte an den Kosten. Im Juni 1900 musste Oertel aufgeben, das Theater wurde wieder einmal versteigert. Neue Besitzer wurden als Hauptgläubiger die Brüder Sedlmayr, Eigentümer der Spaten-Brauerei.